# Kali sulfat
Kali sunfat (K2SO4) hay sunfat kali ở điều kiện thông thường là một muối ở dạng rắn kết tinh màu trắng không cháy và hòa tan trong nước. Nó được sử dụng khá phổ biến làm phân bón, cung cấp cả kali lẫn lưu huỳnh.

## Lịch sử
Kali sunfat (K2SO4) được biết tới kể từ đầu thế kỷ 14, và nó được Glauber, Boyle và Tachenius nghiên cứu. Trong thế kỷ 17, nó được người phương Tây gọi là arcanuni hay sal duplicatum, do nó là tổ hợp của muối axit với muối kiềm.